# 伊勒克特 (北卡羅萊納州)
伊勒克特（英語：Erect）是位於美國北卡羅萊納州蘭道夫縣的非建制地區。

## 歷史
伊勒克特的郵局於1883年設立，其後於1935年停運。

## 地理
伊勒克特所處的海拔為高於海平面160米（即525英呎），而該地所採用的時區為UTC-5，即北美东部时区（EST）。同時該地設有夏令時間，為UTC-5調快一小時，即UTC-4（EDT）。